# آهلی کمبوه
آهلی کمبوه (به انگلیسی: Ahli Kamboh) یک روستا در پاکستان است که در پنجاب واقع شده‌است.